# RBK Hip Hop 2006
RBK Hip Hop 2006- składanka promująca trzecią trasę Reebok'a. Na płycie wystąpili: O.S.T.R., Molesta Ewenement i WWO.

## Lista utworów

### CD
1. Molesta Ewenement - "Ty wiesz że..."
2. WWO - "Uszanuj 3"
3. O.S.T.R. feat. Kochan - "Opijamy 7"
4. Molesta Ewenement - "Ty wiesz że..." (Dezmond remix)
5. WWO - "Uszanuj 3" (Korzeń remix)
6. O.S.T.R. feat. Kochan - "Opijamy 7" (Kuba O. remix)

### DVD
1. Jubileuszowy film RBK Hip Hop Tour (60 minut)